# Fyvush Finkel
Philip Finkel (Nueva York; 9 de octubre de 1922 - ibídem; 14 de agosto de 2016), conocido como Fyvush Finkel, fue un actor estadounidense. La fama le llegó por su rol del abogado Douglas Wambaugh en la serie de televisión Picket Fences, por el cual obtuvo un premio Emmy en 1994. Se hizo conocido también por Harvey Lipshultz, un caprichoso profesor de historia de Estados Unidos, en la serie de televisión de FOX, Boston Public. Además, realizó apariciones de invitado en Hollywood Squares, Los Simpson y Chicago Hope.

## Filmografía
- Mazel Tov Yidden (1941)
- Monticello, Here We Come (1950)
- Evergreen (1985)
- Brighton Beach Memoirs (1986)
- Seize the Day (1986)
- Off Beat (1986)
- Distrito 34: Corrupción total (1990)
- Mobsters (1991)
- Picket Fences (1992)
- For Love or Money (1993)
- El pepinillo (1993)
- Nixon (como Murray Chotiner) (1995)
- Schelme von Schelm, Die (1995)
- Fantasy Island (1998)
- El valiente tostadorcito (1998)
- Profesores en Boston (2000)
- Una banda de cuidado (2000)
- The Urn (2008)
- A Serious Man (2009)